# حسين أنصاري راد
حسين أنصاري راد (بالفارسية: ) (1937 - ) هو سياسي إصلاحي إيراني وعالم شيعي. کان نائب نيسابور في المجلس الشوری الإسلامي.